# Gagarinia aureolata
Gagarinia aureolata là một loài bọ cánh cứng trong họ Cerambycidae.